# 에코프로머티리얼즈
주식회사 에코프로머티리얼즈(ECOPRO Materials)는 전구체를 생산을 하는 에코프로를 모회사로 둔 이차전지 제조업체이다.